# Portret van de familie Hirschsprung
Portret van de familie Hirschsprung (Deens: Det Hirschsprungske familiebillede) is een olieverfschilderij van de dan nog Noorse kunstschilder Peder Severin Krøyer uit 1881. Het toont de familie van de Deense sigarenfabrikant Heinrich Hirschsprung op het balkon van zijn zomerhuis, geschilderd nog in een toentertijd in Denemarken dominante realistische stijl. Het werk bevindt zich in de collectie van de Hirschsprungske Samling te Kopenhagen.

## Context
Heinrich Hirschsprung (1836-1908) was de zoon van een tabakswinkelier van Duits-Joodse komaf. Samen met zijn broer Bernhard startte hij en 1866 een moderne sigarenfabriek, waarmee hij een fortuin vergaarde.
Hirschsprung was een groot kunstliefhebber en zou uiteindelijk ook een fervent kunstverzamelaar worden. Al vroeg kwam hij onder de indruk van het talent van Krøyer. Hij steunde hem vanaf het begin van zijn carrière met aankopen van zijn werk en financierde 1877 tot 1881 diens buitenlandse reizen. Krøyer werd ook snel een intieme vriend van de familie, voerde een uitgebreide correspondentie met Hirschsprungs vrouw Pauline en portretteerde diverse leden van het gezin. Het hier besproken Portret van de familie Hirschsprung getuigt bij uitstek van de nauwe band die hij met de familie onderhield. Het schilderij zou familiebezit blijven, totdat Hirschsprung zijn collectie in 1902 aan de Deense staat overdroeg.

## Afbeelding
Portret van de familie Hirschsprung is geschilderd in de toentertijd in Denemarken dominante realistische stijl, sterk beïnvloed ook door Édouard Manet, wiens werk Krøyer in Parijs had leren kennen. De locatie is naar alle waarschijnlijkheid het terras van Hirschsprungs zomerhuis "Skraenten", gelegen in het kustplaatsje Skodsborg, even ten noorden van Kopenhagen.. Het toont een ogenschijnlijk ongedwongen familietafereel op een rustig moment en roept een soort van "zondagsgevoel" op.

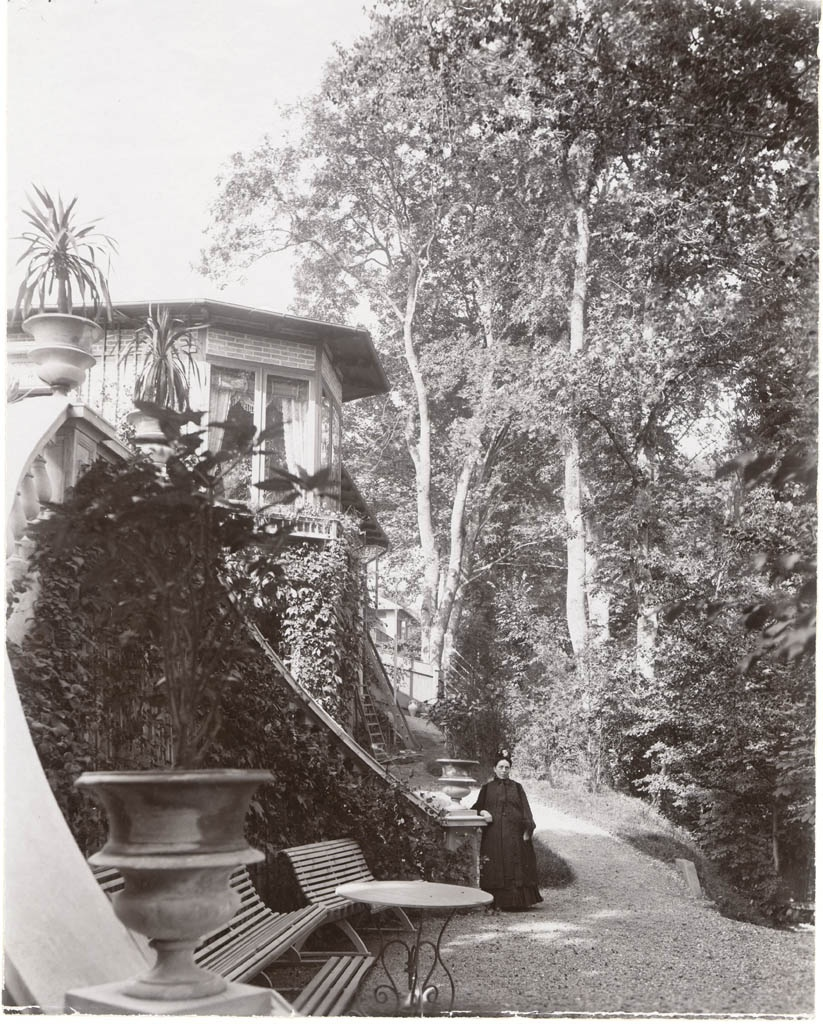
Hirschsprungs zomerhuis 'Skraenten' in Skodsborg, met de Italiaanse trappen.

Uiteraard is het tafereel tot op zekere hoogte geposeerd, maar toch komt het portret niet echt artificieel over. Dit is vooral de verdienste van Krøyer, die de onderlinge verhoudingen tussen de familieleden met groot psychologisch inzicht uitbeeldt. De twee jongens links, Ivar en Aage, lijken dromerig en ietwat verveeld in de verte te kijken: het onderwerp van hun aandacht lijkt niet bijzonder te boeien. In het midden kijkt Heinrich, de patriarch, die ook zelf tekende, op vaderlijke wijze met zijn zoon Oscar in een schetsboek. Rechts kijkt Pauline naar haar dochter Ellen, die op haar beurt naar de schilder kijkt en dus naar de toeschouwer. Beide zijn aan het breien en zitten dicht bij de deur, gebonden aan het huis. De enige eenling is Robert, de oudste, die centraal in het midden de krant leest. Ondanks de indeling in paren en niettegenstaande de geringe interactie tussen de gezinsleden, weet Krøyer er toch in te slagen een gevoel van saamhorigheid en beslotenheid in het werk te leggen. De afgebeelde personen horen bij elkaar, niemand wordt bewust genegeerd, er is duidelijk harmonie.
Het gevoel van harmonie wordt door Krøyer eens te meer benadrukt door de afgewogen compositie. De tweetallen (in het midden ook met de krant lezende Robert erbij betrekkend) worden weergegeven in de vorm van elipsen, die zich herhalen in de ronde tafel en een deel van de balustrade. De balustrade van de imposante Italiaanse trap en de doorlopende tegels geven de kijker bovendien het gevoel "erbij te horen". Dit effect wordt nog versterkt door de directe blik waarmee Ellen de kijker in de ogen ziet. Met deze presentatie benadrukt Krøyer de intimiteit van het kerngezin, die ondanks traditionele man-vrouw rollen inherent is aan het begrip 'familie'. Portret van de familie Hirschsprung is daarmee exemplarisch voor de cultuur en normen van een toenmalige bourgeoisfamilie en herbergt een ideaal van het gelukkige gezin. De schrijver Henrik Pontoppidan, een goede bekende van de familie, gebruikte Krøyers familieportret als een model voor de familie Salomo in zijn grote bildungsroman Lykke Per (1898-1904, Nederlands: Peter de gelukkige), waarvoor hij de Nobelprijs voor Literatuur kreeg.